# 康红普
康红普（1965年11月16日—），山西五台人，岩石力学与采矿工程专家，中国工程院院士，现任中煤科工开采研究院有限公司党委书记、董事长，研究员，博士生导师。

## 履历[1]
- 1985年，毕业于山西矿业学院。
- 1991年，获中国矿业大学采矿工程博士学位。
- 2015年，当选中国工程院院士。